# Loeseneriella pauciflora
Loeseneriella pauciflora är en benvedsväxtart som först beskrevs av Dc., och fick sitt nu gällande namn av Albert Charles Smith. Loeseneriella pauciflora ingår i släktet Loeseneriella och familjen Celastraceae. Inga underarter finns listade.